# Districte de Dharwar
El districte de Dharwar (kannada ಧಾರವಾಡ ಜಿಲ್ಲೆ) és una divisió administrativa de l'estat de Karnataka, Índia. La capital és Dharwar (també Dharwad). Fins al 1997 el districte tenia una superfície de 13.738 km², però en aquest any es van segregar el districte de Gadag i el districte d'Haveri, i una altra part de Dharwar es va unir a terres de tres districtes més per formar el nou districte de Davanagere.
La superfície actual és de 4263 km² i la població de 
Està format per sis talukes: 
- Dharwad
- Hubballi
- Kundgol
- Navalgund
- Kalghatgi

Està format per tres regions naturals: el Malnad, el Semi-Malnad i Maidan.

## Història
"Dharwad" voldria dir "lloc d'aturada en un viatge" o "habitació petita". Per segles va servir com a estació entre les muntanyes de Malnad o Malenaadu a l'oest, i la plana de Bayalu a l'est. Una altra teoria és que deriva del sànscrit 'dwarawata', on 'dwara' vol dir "porta" i 'wata' o 'wada' vol dir "ciutat". Una tercera teoria és que durant el regne de Vijayanagar hi va haver un governador de nom Dharav o Dhar Rao (1403) del que va agafar el nom. Algunes inscripcions esmenten la ciutat com Kampana Sthana.
Parts del districte de Dharwar van estar sotmesos als governants andhrabhrityes de Banavasi (nord de Kanara) als que van succeir els ganga o pallava que van deixar pas als Kadambes de Banavasi jainistes que van governar a Banavasi fins al segle vi. Després van seguir els primers chalukya i els chalukya occidentals fins al 760, els rashtrakuta fins al 973, i altre cop els chalukya occidentals (973-1165), els kalachuris (1165-1184), els hoysala (1192-1203), i els yadava de Deogiri (1210-1295), període en què van estar sota els vassalls kadambes amb seu a Jianavasi i Hangal. Les primeres referències a la ciutat de Dharwar són del segle xii quan era governada pels chalukyes.
El 1310 fou atacada per Malik Kafur que va devastar el Carnàtic, i després la part sud per [Tughluk Shah I] (1320-1325). Pocs anys després el districte fou incorporat al regne de Vijayanagar; segons la tradició local un oficial de nom Dhar Rao, va fundar llavors Dharwar (1403). Vijayanagar va disputar el territori amb els bahmànides que van dominar el fort de Bankapur. Després de la batalla de Talikota el 1565 Dharwar va quedar de fet independent sota el seu naik. El 1573 el fort fou capturat pel sultanat de Bijapur. Els adilshàhides van construir un fort a la zona al lloc anomenat Manna Kille, i després Nazratabad. Posteriorment Hubli fou saquejada pel maratha Annaji Dattu el 1673 i el districte va passar a mans de Shivaji (1675), Aurangzeb (1685), Muazam (fill d'Aurangzeb), el raja maratha de Satara, el peshwa Baji Rao (1726), Haider Ali (saqueig 1764, reconquesta maratha per Madhav Rao el 1765, segona conquesta d'Haidar 1776), Tipu Sultan, els marathes (1791) i finalment els britànics (1818).
Es va formar llavors el districte del que es va separar el districte de Belgaum el 1836. El 1857 el senyor de Nargund es va revoltar i va morir l'oficial polític Manson, però el rebel fou derrotat el 1858 i l'estat de Nargun fou confiscat.
La superfície el 1881 era d'11.745 km² i la població era el 1872 de 989.671 habitants i el 1881 de 882.907. El 1881 hi havia 14 ciutats i 1271 pobles. Les 14 ciutats eren Hubli, Dharwar (26.520 habitants el 1881 i 31.279 el 1901), Ranibennur, Gadag, Nargund, Nawalgund, Mulgund, Shahabajar o Bankapur, Haveri, Naregal, Hangal, Tuminkatti, Byadgi i Mundargi. El districte estava dividit en 11 subdivisions o talukes:
- Dharwar
- Hubli
- Gadag
- Nawalgund o Navalgund
- Bankapur
- Ron
- Ranibennur
- Kod
- Hangal
- Karajgi
- Kalghatgi

La subdivisió de Dharwar mesurava 1101 km² i tenia 1 ciutat i 127 pobles amb una població de 111.137 habitants el 1881, de 127.094 el 1891 i de 126.797 el 1901. La capital era Dharwar i la segona ciutat Hebli o Hubli.
A la segona meitat del segle xix es va crear la municipalitat de Dharwar que el 1883 incloïa Sidapur, Lakamanhalli, Haveri Pete, Bagtalan, Madihal, Galaganjikop, Malapur, Kamalapur, Narayanpur, Saptapur, Atti kolla i Hosayellapur. El 1888 es va crear una estació de ferrocarril.
El 1901 la superfície consta com 11.919km² i la població el 1891 d'1.051.212 i el 1901 d'1.113.298 habitants. Romania dividida en les mateixes 11 talukes.
Va pertànyer a la presidència de Bombai, després província de Bombai (1947) i estat de Bombai (1950). El 1956 els districtes de llengua kannada foren segregats i units al Regne de Mysore rebatejat Karnataka el 1972.

## Llocs interessants
- Amminbhavi amb 24 Tirthankares Basadis, la Hire Matha i temples en coves
- Hubballi

- Temple Chandramouleshwara a Unkal
- Llac Unkal

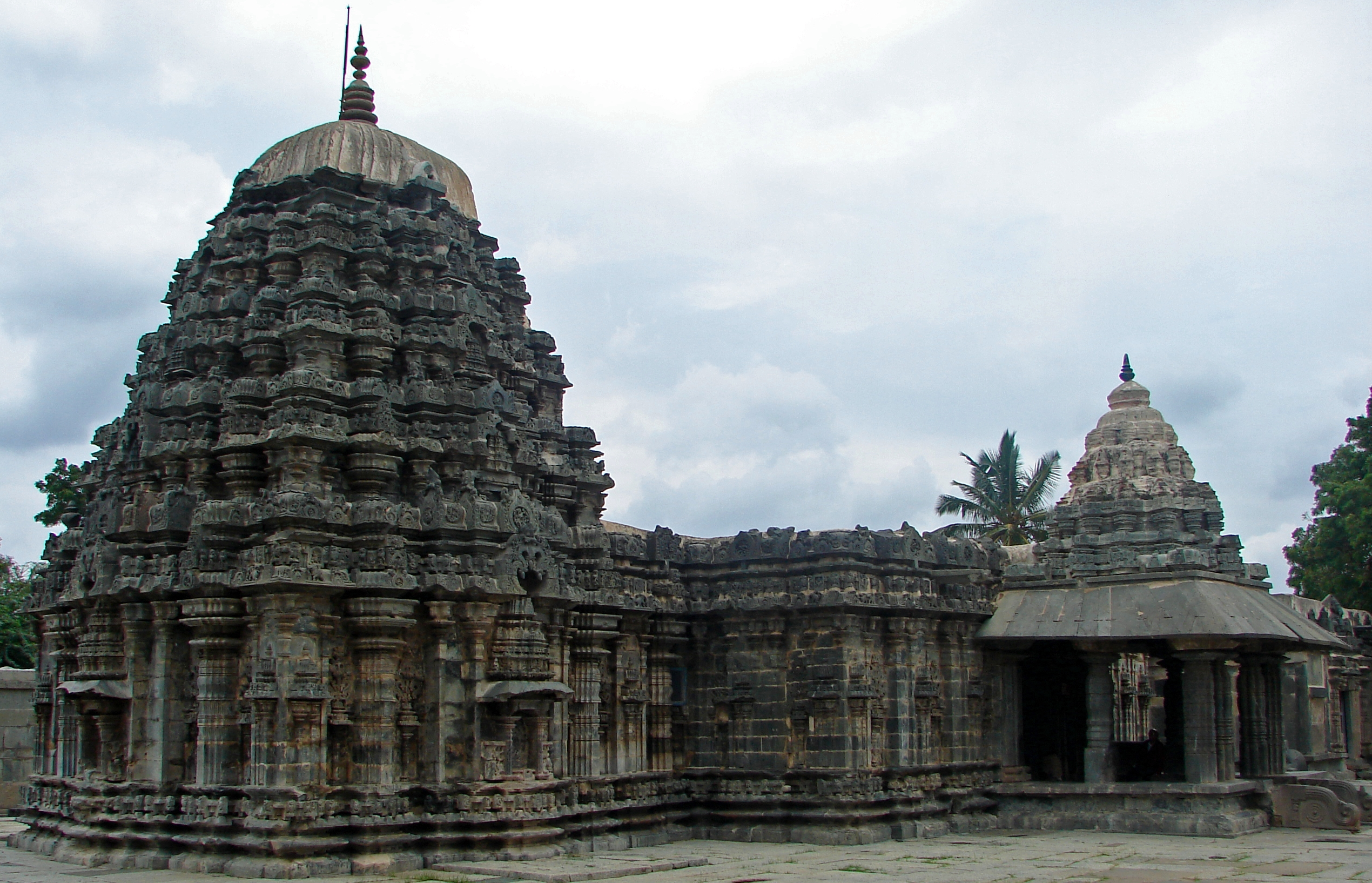
Temple Amruteshwara a Annigeri

- Temple Bhavanishankar (dels chalukya)
- Asar construït per Muhammad Ali Shah el 1646 com a sala de justícia
- Muntanya Nrupatunga, amb una gran vista
- Siddharoodha Math
- Casa del Vidre
- Temple Banashankari a Amargol
- Temples d'Annigeri
- Kundgol amb el temple Shambhulinga
- Tamboor amb el temple Basavanna i el bosc Devikoppa
- Temple Shri Basaveshwar a Bhogenagarakoppa
- Temple Mahalakshmi
- Temple jainista Shantinatha Basadi